# 滋賀県立芸術劇場 びわ湖ホール
滋賀県立芸術劇場びわ湖ホール（しがけんりつげいじゅつげきじょうびわこホール）は滋賀県大津市打出浜にある劇場・歌劇場。通称はびわ湖ホール。

## 概要
文化発信の拠点を目指して滋賀県が1990年（平成2年）に総事業費240億円で開設する基本計画を発表した。
当初の計画より遅れたものの、1995年（平成7年）3月28日に起工し、1998年（平成10年）9月5日に開館した。西日本で初となる本格的な4面舞台を備える大ホールは、アクトシティ浜松（1994年）、新国立劇場（1997年）に次いで日本で3棟目となった。その他、中ホール・小ホールを付帯するオペラ、バレエなどの舞台芸術専用のホールである。運営母体として1996年（平成5年）4月に公益財団法人びわ湖ホールが設立された。なお、当初構想されていた専属オーケストラは運営経費の負担増大を理由に1995年（平成7年）9月18日に見送られることが明らかになった。
ホール・設備・音響そのものの素晴らしさに加えて日本離れした美しいロケーションのため、イタリアのソプラノ歌手ミレッラ・フレーニは「びわ湖ホールをイタリアへ持って帰りたい」と語り、ロシアのピアニストイリーナ・メジューエワは「他にはない素晴らしいロケーションに驚き、近くに引っ越したいと思った」と語った。また、ラ・フォル・ジュルネのアーティスティック・ディレクターのルネ・マルタンは、当ホールが立地する「琵琶湖湖畔の景色は美しく、水辺の風景としてウィーンやプラハに共通するものがある」と絶賛した。
優良ホール100選に選ばれている。また、2011年（平成23年）度には「“関西オペラの拠点”として音楽文化の振興と普及に尽力した」として地域創造大賞（総務大臣賞）を受賞している（以下は受賞理由の詳細である）。
2020年（令和2年）10月13日、第68回菊池寛賞を受賞。
地域創造大賞の受賞理由
西日本に初めて誕生した本格的なオペラ劇場として、開館当初から芸術監督によるプロデュースオペラや子どものためのオペラを制作。日本で唯一の専属声楽アンサンブルを有し、アウトリーチや地域の演奏団体・ホールとの協働事業を行うなど、“関西オペラの拠点”として音楽文化の振興と普及に貢献した。
2021年（令和3年）6月、第51回ENEOS音楽賞（洋楽部門本賞）をびわ湖ホールと沼尻竜典芸術監督が受賞。

## 芸術監督
- 初代：若杉弘（1998年9月 - 2007年3月）
- 2代：沼尻竜典（2007年4月 - 2023年3月）
- 3代：阪哲朗（2023年4月 - ）

## 主な施設・座席数
- 大ホール：1,848席（4面舞台），舞台間口：21.5m，舞台奥行：23m，舞台高さ：15.5m[12]
- 中ホール：804席，舞台間口：14.4m，舞台奥行：21m，舞台高さ：8.9m[12]
- 小ホール：323席，舞台間口：11.5m，舞台奥行：6m，舞台高さ：8m[12]
- リハーサル・練習室
- 舞台芸術情報サロン
- レストラン「オペラ」
- フラワーショップ「アミティ」

## オペラ作品における受賞作品
文化庁芸術祭音楽部門
- 2004年度：「十字軍のロンバルディア人」 - 優秀賞
- 2005年度：「スティッフェリオ」 - 優秀賞
- 2006年度：「海賊」 - 大賞
- 2009年度：「ルル」 - 優秀賞
- 2017年度：「ノルマ」- 優秀賞

## 所在地
〒520-0806 滋賀県大津市打出浜15-1 

## アクセス
鉄道
- 京阪石山坂本線 石場駅より徒歩3分。
- JR琵琶湖線（東海道本線）膳所駅より徒歩12分。
- JR琵琶湖線（東海道本線）大津駅より徒歩20分。

バス
- 京阪バス・近江鉄道バス「商工会議所前」停留所下車、徒歩3分。

自動車
- 名神高速道路大津ICより約6分  - （※有料駐車場を併設）

## 周辺情報
- ピアザ淡海（滋賀県立県民交流センター）
- びわ湖大津プリンスホテル
- 滋賀県立琵琶湖文化館 - 休館中
- 久野久 (日本初のピアニスト） - 近所の同市松本町で生誕し、馬場町で幼少時を過ごす。